# شبين القناطر (مركز)
مركز شبين القناطر، مركز إداري مصري. يقع في محافظة القليوبية ضمن إقليم القاهرة الكبرى في جمهورية مصر العربية. القاعدة الإدارية للمركز هي مدينة شبين القناطر.